# Таллинфильм
«Та́ллинфильм» (эст. Tallinnfilm) — эстонская, с 1940 года до 1991 года советская, после восстановления независимости Эстонии — эстонская киностудия художественных, документальных и анимационных фильмов. Официальный адрес: Таллин, улица Харью, 9. Упразднена в 2001 году.

## Предыстория
Первая киносъёмка в Эстонии была осуществлена в 1912 году.
В 1920 году в Таллине (по другим сведениям в 1919 году) братья Георг Йоханнес и Пеэтер Парикас вместе с братьями Теодором и Константином Мярска учредили кинофирму «Эстония-фильм». Фотографам и киномеханикам по первой профессии, им приходилось заниматься не только производством, но и распространением фильмов. В 1921 году был снят игровой фильм-шутка «Маленькая любовь». Все годы существования компания регулярно выпускала кинохронику, видовые и документальные фильмы, демонстрировавшиеся также в странах Европы. Комания завершила свою деятельность в 1932 году.
Первая синемастудия в Эстонской Республике была основана в 1923 году получившим кинотеатральное образование предпринимателем Балдуином Кусбоком. Зарегистрированная Министерством юстиции как киношкола, в неё принимали достигших 16-летнего возраста выпускников средних учебных заведений, а также и взрослых. Слушателям читались лекции по истории искусства и культуры, декору и костюму, художественному скорочтению и основам актёрского мастерства, голосовой аранжировке, давались уроки фехтования и танцев. Главный упор в 1-й Эстонской киностудии (1. Eesti Filmi Stuudio) делался на технику актёрской игры, пластику и ритм. Студия объединила вокруг себя энтузиастов национального кинематографа Эдуарда Тюрка, Михкеля Леппера и многих других, ставших впоследствии костяком республиканского кино.
С 1930 по 1931 год просуществовало Акционерное общество Urania-Film, учреждённое жившими в Эстонии представителями Fox Corporation. Кроме кинохроники под его маркой вышла немецко-эстонская игровая лента «Волны страсти» (1930). 

## История киностудии
В 1931 году Министерство культуры Эстонской Республики учредило государственное кинопредприятие «Ээсти культуурфильм» (Eesti Kultuurfilm), которое поначалу главным образом распространяло зарубежную кинохронику, а по мере создания технической базы и само стало производить хроникальные, документальные и научно-популярные фильмы.

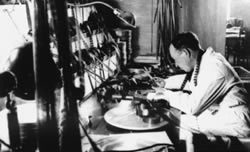
К. Мярска на студии, 1936 г.

Уже в 1933 году в кинотеатрах шла кинохроника о военном параде в честь 15-й годовщины Эстонской Республики. С 1936 года хроника обрела звук. Продолжала выходить основанная ещё Пеэтером Парикасом еженедельная «Киногазета» (Filmileht).
В результате аннексии Эстонии Советским Союзом в августе 1940 года киностудия была национализирована и получила название «Эстонская киностудия кинокруника» (Kinokroonika Eesti Stuudioks). 
С 1942 по 1947 год носила название «Таллинская студия кинохроники» (Kinokroonika Tallinna Stuudio).
С началом Великой Отечественной войны студия не работала — с наступлением немецких войск её кинооборудование срочно через Нарву эвакуировали в Ленинград, автоколонной со спецгрузом руководил кинооператор Владимир Парвель.
После освобождения города в результате Таллинской операции с конца 1944 года было налажено производство киножурнала «Советская Эстония».
С 1947 года студия стала называться «Таллинская киностудия художественных и документальных фильмов» (Kunstiliste ja Kroonikafilmide Tallinna Kinostuudio). Киностудия заняла восстановленное после бомбардировки Таллина советской авиацией здание в Ваналинне на улице Харью, 9. Съёмочный павильон находился по адресу ул. Х. Пегельмана, 6. Кроме кинопериодики студия выпускала документальные и научно-популярные фильмы, а в 1955 году начала выпуск собственных художественных фильмов. С 1958 года появились мультипликационные кукольные и с 1972 года — рисованные мультфильмы.
Название «Таллинфильм» (Tallinnfilm) студии дали в 1963 году.
В 1977 году на студии был выпущен первый кукольный стереофильм «Сувенир».
В 1994 году студия получила статус государственного акционерного общества. В 1997 году владельцем акций и зданий киностудии стало созданное в том же году Правительством Эстонии целевое учреждение «Эстонский кинофонд» (Eesti Filmi Sihtasutus). 
В 2001 году киностудию упразднили. С того же времени права на фильмы, произведённые киностудией с 1941 по 2001 год, принадлежат «Эстонскому кинофонду», преобразованному в 2013 году в «Эстонский институт кино» (Eesti Filmi Instituut) той же юридической формы. В статье о последнем дне существования киностудии Семён Школьников, отработавший на «Таллинфильме» 46 лет, грустно заключил: «„Кина“ здесь больше не будет. Никогда не будет».
Название «Таллинфильм» (Tаllinnfilm) сохранено в одноимённом акционерном обществе, организующем арт-хаусные программы в двухзальном кинотеатре «Артис» (Artis) в таллинском торгово-развлекательном центре «Солярис» (Solaris).

### Директора киностудии
- 1945—1946 — Владимир Парвель, и. о. директора[19]
- 1947—1948 — Эдуард Костаби (Eduard Kostabi)[20]
- 1948—1976 — Николай Данилович (Nikolai Danilovitš)[21]
- 1976—1980 — Кальо Выза (Kaljo Võsa)[22][23]
- 1980—1983 — Андрес Арновер (Andres Arnover)[24]
- 1984—1989 — Энн Реккор[эст.] (Enn Rekkor)[25]
- 1989—1994 — Юрий Шкубель (Jüri Škubel)[26]
- 1995—1997 — Юри Таллинн[эст.] (Jüri Tallinn)[27]
- 1997—2001 — Хиллар Паркья (Hillar Parkja)[28]

## Творческий коллектив
На студии работали многие известные кинематографисты, в том числе фронтовые кинооператоры.
С киностудией сотрудничал Андрей Тарковский, написавший в 1975 году по её заказу киносценарий «Гофманиана», здесь же он был руководителем дипломных работ Пеэтера Симма и Арво Ихо.

## Комментарии
1. ↑  Фотограф из Тарту Йоханнес Пяэзуке запечатлел посещение Ревеля шведским королём Густавом V. Тогда же он основал первую фабрику кинофильмов Estonia Film, просуществовавшую в Тарту до 1914 года[2]. Успев снять более тридцати кинолент, в том числе игровую «Охота на медведя в Пярнумаа[эст.]» (1914)[3], он трагически погиб в 1918 году[4].
2. ↑  Балдуин Кусбок[эст.], учившийся в Санкт-Петербургской киношколе, а также в Германии и Франции, до этого вместе со своей женой Ниной преподавал художественную гимнастику и пластические искусства в средних школах Таллина[8].
3. ↑  Образованная осенью 1923 года этой же группой энтузиастов ещё одна студия, названная в честь звезды российского немого кино Веры Холодной, не оставила глубокого следа в истории эстонского кино[8].
4. ↑  Независимая от государства студия с тем же названием «Ээсти культуурфильм» была создана в Эстонии в перестройку в 1988 году. Одним из основателей был Марк Соосаар, тогда первый секретарь Союза кинематографистов Эстонии[10].
5. ↑  Эстонский историк-архивист Иви Томингас считает, что появление первых кинохроникальных лент «Ээсти культуурфильма» стало возможным во многом благодаря энтузиазму операторов Эстонской Республики[3].